# Раж, Владимир
Владимир Раж (чеш. Vladimír Ráž; 1 июля 1923, Нейдек, Чехословакия — 4 июля 2000, Прага, Чехия) — чешский и чехословацкий актёр, педагог, профессор Пражской консерватории. Заслуженный артист Чехословакии (1984).

## Биография
До начала Второй мировой войны изучал актёрское мастерство в Пражской консерватории. Учёбе помешала война. С 1947 года выступал в Реалистическом театре Праги, где проработал до 1949 г. С 1949 по 1951 год — актёр Государственного театра кино. После этого выступал в театре Карлина, а с 1954 г. был членом коллектива Национального театра Праги.
Был одним из самых популярных киноактёров ЧССР 1950-х годов. За свою кинокарьеру в 1947—2000 годах снялся более чем в 60 кинофильмах и телесериалах.
Умер дома во сне. Похоронен на Вышеградском кладбище.

## Избранная фильмография
- 1986 — Рыбак и рыбка / O rybáři a rybce —Князь
- 1979 — Тайна стального города / Tajemství ocelového mesta
- 1978 — Трасса / Trasa —Йозеф Вендлер, представитель «Татры» в Москве
- 1977 — Тихий американец в Праге / Tichý Američan v Praze —майор Брауэр
- 1977 — Народ-победитель / Vítězný lid
- 1977 — Все против всех
- 1976 — Солдаты свободы —Карел Шмидке
- 1974—1979 — Тридцать случаев майора Земана
- 1974 — Соколово — генерал Ингр
- 1974 — Звезда падает вверх / Hvezda pada vzhuru
- 1968 — На боевой повозке Жижки
- 1963 — Русалка / Rusalka
- 1962 — Крепость на Рейне / Pevnost na Rýně
- 1961 — Тереза / Tereza
- 1960 — Ромео, Джульетта и тьма / Romeo, Julia a tma
- 1959 — Такая любовь / Taková láska — Петр
- 1959 — Конец пути / Konec cesty —Индржих Костка
- 1959 — Аэродром не принимает / Letiště nepřijímá — Якуб Чермак
- 1958 — Сегодня в последний раз / Dnes naposled — Машек
- 1958 — Игра с чёртом / Hrátky s certem
- 1957 — На конечной остановке / Tam na konecne — Мартинец
- 1957 — Дело ещё не закончено / Případ ještě nekončí
- 1957 — Война за веру: Против всех — Томаш, сын пекаря Йоха
- 1955 — Жил-был король / Byl jednou jeden král
- 1955 — Псоглавцы
- 1956 — Ян Жижка — Томаш, сын пекаря Йоха
- 1954 — Серебряный ветер / Stříbrný vítr — профессор Рамлер
- 1953 — Тайна крови / Tajemství krve — доктор Янский
- 1953 — Ангел в отпуске / Dovolená s Andelem — Карел Павлат
- 1952 — Гордая принцесса / Pysná princezna —король Мирослав
- 1951 — Предвестник зари / Posel úsvitu —Йозеф Божек
- 1948 — Немая баррикада
- 1946 — Мертвый среди живых / Mrtvý mezi zivými